# Ilmar Talve

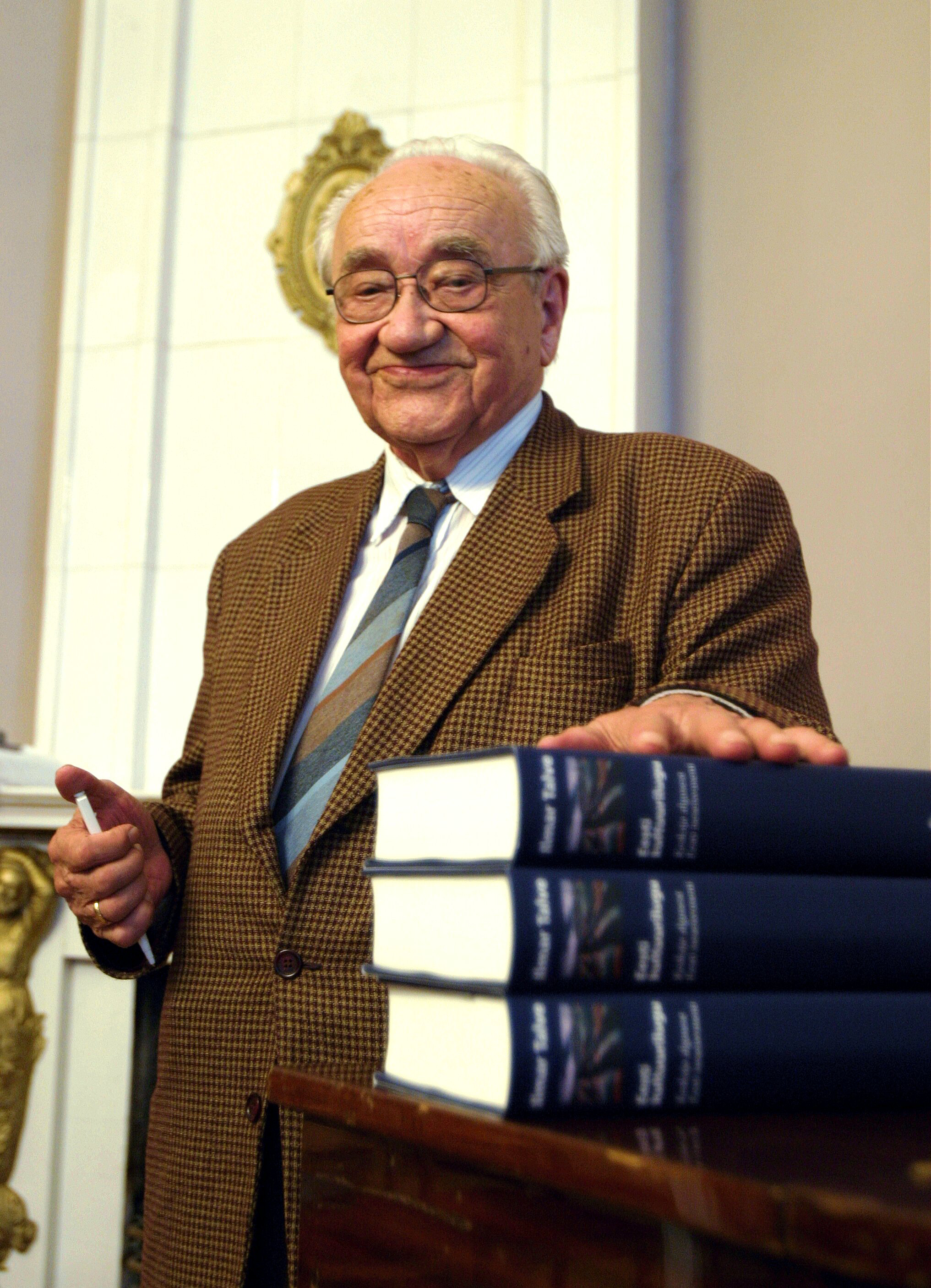
Ilmar Talve, 2004

Ilmar-Aleksander Talve (* 17. Januar 1919 in Mga, damals Gouvernement Petrograd, Sowjetrussland; † 21. April 2007 in Turku, Finnland; bis 1936 Thalfeldt) war ein estnischer Schriftsteller, Literaturwissenschaftler und Ethnograph.

## Leben
Ilmar Talve wurde 1919 als Sohn estnischer Eltern in Ingermanland geboren. Ein Jahr später zog die Familie nach Tapa in Estland. 1938 schloss er das örtliche Gymnasium ab. Von 1938 bis 1942 studierte er an der Universität Tartu Ethnografie, Volksdichtung, estnische Philologie und Literaturwissenschaft. Ab 1940 arbeitete er im Estnischen Nationalmuseum.
Während der deutschen Besetzung Estlands flüchtete Ilmar Talve 1943 vor der deutschen Mobilmachung nach Finnland. Dort nahm er innerhalb der finnischen Armee am Fortsetzungskrieg teil. Talve kehrte im folgenden Jahr zurück, wo ihn die deutschen Besatzungsbehörden verhafteten und nach Deutschland verbrachten. Er musste als Fremdarbeiter in einem Lager bei Flensburg arbeiten. 1945 flüchtete Talve über Dänemark nach Schweden.
Von 1947 bis 1951 studierte Ilmar Talve Ethnographie an der Universität Stockholm, an der er 1960 mit einer Arbeit über die Sauna zum Dr. phil. promovierte. Von 1945 bis 1954 und von 1957 bis 1959 war er Angestellter des Nordiska Museet in Stockholm. Von 1959 bis zu seiner Emeritierung 1987 folgte eine Dozententätigkeit an der Universität Turku in Finnland. Ab 1962 war er in Turku als Professor tätig.

## Werk
Ilmar Talve hat zahlreiche Arbeiten zur estnischen, finnischen und nordeuropäischen Ethnographie verfasst. 1979 erschien sein Hauptwerk Suomen kansankulttuuri: Historiallisia päälinjoja über die finnische Volkskultur. 2004 veröffentlichte er mit Eesti kultuurilugu: Keskaja algusest Eesti iseseisvuseni ein Standardwerk zur estnischen Kulturgeschichte, das den Zeitraum von Anfang des Mittelalters bis zur staatlichen Unabhängigkeit 1918 umfasst.
Bereits in den 1930er Jahren wurden Talves erste literarische Artikel in estnischen Feuilletons veröffentlicht. Nach seiner Flucht nach Schweden gehörte Talve der literarischen Gruppierung Tuulisui an. 1948 debütierte er in Vadstena als Schriftsteller mit der Novellensammlung Ainult inimene, in der er seine Erlebnisse während des Zweiten Weltkriegs verarbeitet. Drei Romane folgten. Von 1997 bis 1999 erschienen seine Erinnerungen in drei Bänden.

### Wissenschaftliche Arbeiten (Auswahl)
- Bastu och torkhus i Nordeuropa (1960)
- Den nordeuropeiska rian (1961)
- Namens- und Geburtstagstraditionen in Finnland (1966)
- Suomalaisen kansanelämän historialliset taustatekijät (1972)
- Suomen kansanomaisesta ruokataloudesta (1973)
- Suomen kultturirajoista ja -alueista (1976)
- Suomen kansankulttuuri. Historiallisia päälinjoja. (1979)
- Finnische Volkskunde (gemeinsam mit Veikko Anttila, 1980)
- Vatjalaista kansankultturia (1981)
- Morsiamesta nuorikoksi häiden rakenne itämerensuomalaisilla. Die Struktur des Hochzeitszeremoniells bei den Ostseefinnen. (1987)
- Eesti kultuurilugu. Keskaja algusest Eesti iseseisvuseni (2004)

### Schriftstellerisches Werk (Auswahl)
- Ainult inimene (Novellensammlung, 1948)
- Maja lumes (Roman, 1952)
- Juhansoni reisid (Roman, 1959)
- Maapagu (Roman, 1988)

### Erinnerungen
- Kevad Eestis (1997)
- Kutsumatu külaline (1998)
- Kolmas kodumaa (1999)

## Privatleben
Ilmar Talve war mit Liisa Marjatta Karvinen (1922–1966) verheiratet. Das Paar hatte zwei Söhne und eine Tochter.